# Benedito de Assis da Silva
Benedito de Assis Silva (São Paulo, 12 de novembro de 1952 — Curitiba, 6 de julho de 2014), mais conhecido como Assis, foi um futebolista brasileiro que atuava como atacante.

## Carreira
No início de sua carreira, passou por clubes pequenos do futebol paulista. Com a ascensão da Francana à primeira divisão do Campeonato Paulista, em 1978, ele foi contratado e teve seu contrato registrado em 26 de julho. Na edição seguinte, chamou a atenção do São Paulo, que o contratou após ele marcar dezessete gols pela Francana.
Defendeu o clube do Morumbi entre 1980 e 1981, fazendo parte dos elencos que conquistariam o bicampeonato paulista nos dois anos. Foi negociado com o Internacional em agosto de 1981, junto com uma quantia em dinheiro, com o São Paulo recebendo o meia Mário Sérgio em troca.
Em 1982, foi para o Atlético Paranaense, trocado junto com o também reserva Washington pelo lateral Augusto. Lá, a dupla começou a se projetar nacionalmente, ajudando a levar o clube paranaense ao título estadual de 1982 e à semifinal do Campeonato Brasileiro de 1983.
Mas sua carreira teve maior destaque no Fluminense, quando chegou ao clube ao lado de Washington e conquistou o tricampeonato do Campeonato Carioca (1983, 1984, 1985) e o Campeonato Brasileiro de 1984, além de diversos outros torneios, inclusive internacionais.
Assis disputou 177 partidas pelo Fluminense e fez 54 gols, entre 1983 e 1987. Ao lado do companheiro de ataque, formou uma dupla que ficou conhecida como "Casal 20", alusão a um seriado de televisão da época. Decidiu dois campeonatos cariocas, marcando gols em finais contra o Flamengo. Ganhou o apelido de "Carrasco do Flamengo" e passou a ser saudado pela torcida tricolor com o refrão "Recordar é viver, Assis acabou com você".
Deixou o clube carioca em 1987, para tentar jogar nos Estados Unidos, pelo Miami, mas não conseguiu obter o visto de entrada e teve que voltar para o Brasil. Também defendeu o Paysandu e o Paraná Clube antes de encerrar a carreira no Atlético Paranaense, em 1992.

### Seleção Brasileira
Assis foi convocado apenas uma vez para a Seleção Brasileira, na breve passagem do técnico Edu, em 1984, logo após a vitoriosa campanha do Fluminense no Campeonato Brasileiro. Ele atuou nos amistosos contra a Inglaterra (derrota por 2 a 0, no Maracanã) e o Uruguai (vitória por 1 a 0, no Morumbi).

## Aposentadoria
Em 2012, após anos como Coordenador da Categoria de Base do Fluminense, Assis foi convidado a ocupar o título de "Embaixador do Fluminense". No novo cargo, acompanhava os eventos do mundo futebolístico e do próprio Flu, como o projeto "Tricolor em toda a terra", como representante do seu time do coração. 
Em 2012 fez parte do documentário Fla x Flu - 40 Minutos Antes do Nada, onde comentou suas experiências e sentimentos em relação ao clássico carioca, entre eles a vitória nas duas finais de Campeonato Carioca que Flamengo e Fluminense decidiram, em 1983 e 1984:  Assis que marcou dois gols decisivos nos dois Fla-Flus, que deram o bicampeonato carioca ao Fluminense, ganhando, assim, o apelido de "Carrasco".
Em 2013, seu filho, o ator, diretor e roteirista Gustavo Stella, desenvolveu o documentário independente intitulado "Ídolo Desmistificado" em que conta a relação do pai com seus admiradores e torcedores por todo o Brasil. O filme passou por Curitiba, Rio de Janeiro, São Paulo, Recife, Salvador, Brasília e Vitória.

## Morte
Na manhã de 6 de julho de 2014, o ex-atacante morreu, vítima de insuficiência renal, aos 61 anos de idade.

## Títulos
São Paulo
- Campeonato Paulista: 1980 e 1981

Internacional
- Campeonato Gaúcho: 1981

Atlético-PR
- Campeonato Paranaense: 1982

Fluminense
- Campeonato Carioca: 1983, 1984 e 1985
- Campeonato Brasileiro: 1984
- Taça Guanabara: 1983 e 1985
- Torneio de Seul: 1984
- Torneio de Paris: 1987
- Copa Kirin: 1987
- Trofeo de La Amistad: 1984 (Club Cerro Porteño versus Fluminense)
- Taça Amizade dos Campeões: 1985 (Petro Atlético versus Fluminense)
- Taça Independência (Taguatinga versus Fluminense): 1982
- Troféu ACB 75 anos (Fluminense versus Bangu): 1982
- Taça Associação dos Cronistas Esportivos: 1983
- Taça O GLOBO (Flu versus Corinthians): 1983
- Troféu Gov. Geraldo Bulhões: 1984
- Taça Francisco Horta (Flu versus Santo  André): 1984
- Troféu Prefeito Celso Damaso: 1985
- Taça Sollar Tintas (Fluminense versus America): 1985
- Taça 16 Anos da TV Cultura - (Avaí versus Fluminense): 1986
- Troféu Governo Miguel Abraão: 1987
- Troféu Lions Club (Fluminense versus Vasco): 1987

Paraná Clube
- Campeonato Paranaense: 1991